# Bulava
Bulava (poljsko buława, ukrajinsko булава, bulava) je  svečano žezlo ali palica.

## Poljska, Velika litovska kneževina, Republika obeh narodov
Bulava je bila od 15. do 18. stoletja atribut hetmana, najvišjega vojaškega častnika (po monarhu) v Kraljevini Poljski in poljsko-litovski Republiki obeh narodov. 
Hetmani so v svoje grbe ponavadi dodali podobo bulave. 
Danes se bulava atribut poljskega maršala.

## Ukrajina
V ukrajinščini lahko  izraz bulava v vojaškem in ceremonialnem smislu  pomeni žezlo ali gorjačo. Bulava je bila del ukrajinskih klejnod (regalij), s katerimi je  poljsko-litovski kralj  Štefan Báthory nagradil kozaškega hetmana Bogdana Hmelnickega in Zaporoško Seč.
Zgodovinsko je bila bulava atribut hetmana, najvišjega kozaškega vojaškega častnika, atamana Ukrajine in vojaškega poveljnika Kozaškega hetmanata.
V Ukrajinski ljudski republiki se je generalštab Ukrajinske armade imenoval Generalna bulava.
Bulava je zdaj uradni simbol predsednika Ukrajine. Hrani se v Ukrajinski nacionalni knjižnici V.I. Vernadskega.

## Galerija
- Hetman Jan Zamojski v rdeči deliji in modrem żupanu s hetmansko bulavo
- Edvard Rydz-Śmigły (desno) prejema maršalsko bulavo od poljskega predsednika Ignacija Mościckija; Varšava, 10. november 1936
- Grb poljskega hetmana s prekrižanima bulavama
- Bulava hetmana Marcina Kalinowskega
- Bulava kozaškega hetmana Bogdana Hmelnickega (17. stoletje)
- Bulave - igrače na kijevski tržnici
- Ruska jeklena bulava (17. stoletje)

## Sklic
1. ↑  Definitions of kish and kleinody in the Handbook of the History of Ukraine (ukrajinščina).